# Colubotelson flynni
Colubotelson flynni är en kräftdjursart som beskrevs av Nicholls 1944. Colubotelson flynni ingår i släktet Colubotelson och familjen Phreatoicidae. Inga underarter finns listade i Catalogue of Life.